# Psychopat ze San Francisca
Psychopat ze San Francisca (v anglickém originále Pacific Heights) je americký filmový thriller režiséra Johna Schlesingera z roku 1990. Scenárista Daniel Pyne napsal příběh o mladém, dosud nesezdaném páru Patty Palmerové (Melanie Griffithová) and Drakeu Goodmanovi (Matthew Modine), který koupí starý viktoriánský dům v klidné sanfranciské čtvrti Pacific Heights a jeden z nájemných bytů pronajmou Carteru Hayesovi (Michael Keaton), z něhož se vyklube rafinovaný sadistický neplatič a sociopatický manipulátor. K působivosti filmu přispěla i hudba Hanse Zimmera, propojující syntetizéry s jazzovými hráči a vokály. Natáčelo se v San Francisku a Los Angeles od ledna do května 1990.
Společnost 20th Century Fox uvedla snímek do amerických kin 28. září 1990. Dne 6. června 1995 film vyšel v USA na VHS pod značkou Fox Video. Společnost Warner Home Video jej pak znovu vydala 31. srpna 1999 na VHS a 28. prosince 1999 (resp. 1. června 2004) i na DVD.

## Postavy a obsazení
| Melanie Griffithová | Patricia „Patty“ Palmerová                                 |
| Matthew Modine      | Drake Goodman, Pattyin partner                             |
| Michael Keaton      | Carter Hayes (James Danforth)                              |
| Laurie Metcalfová   | Stephanie MacDonaldová, právní zástupkyně Patty a Drakea   |
| Carl Lumbly         | Lou Baker, potenciální nájemník a policejní důstojník      |
| Mako                | Toshio Watanabe, nájemník druhého bytu                     |
| Dorian Harewood     | Dennis Reed, Drakeův přítel a poradce                      |
| Nobu McCarthy       | Mira Watanabe, Toshiova manželka                           |
| Luca Bercovici      | Greg, Hayesův parťák                                       |
| Beverly D'Angelo    | Anne, Hayesova bývalá milenka                              |
| Tippi Hedrenová     | Florence Petersová, Hayesem vyhlédnutá oběť nového podvodu |
| Sheila McCarthyová  | Liz Hamiltonová                                            |

Sám režisér John Schlesinger si zahrál muže v hotelovém výtahu (cca v 82. minutě filmu).

## České uvedení
Česká premiéra filmu se uskutečnila 3. června 1992, kdy jej uvedla distribuční společnost Lucernafilm Video, a nástupnická společnost Bonton Home Video jej vydala i na VHS. Po úmrtí režiséra jej dne 27. března 2004 (a pak znovu v polovině června) uvedla Česká televize na programu ČT1. Melanii Griffithovou v její verzi namluvila Ivana Milbachová a Michaela Keatona Jaromír Meduna. Od roku 1997, kdy skončil monopol pro kinodistribuci, film uváděla i TV Nova. V překladu Jany Formanové její dabing režíroval Milan Peer, Griffithové propůjčila hlas Nela Boudová, Modinovi Pavel Chalupa a Keatonovi Pavel Trávníček.